# فینستاک
فینستاک (به انگلیسی: Finstock) یک روستا و محله مدنی در بریتانیا است که در آکسفوردشر غربی واقع شده‌است. فینستاک ۷۹۷ نفر جمعیت دارد.